# Селівониха
Селівониха (рос. Селивониха) — річка в Україні, у Овруцькому районі Житомирської області. Ліва притока Лубенця, (басейн Прип'яті).

## Історія
У XIX столітті через село Рудня Переброди (нині Переброди) протікала річка Полохатинка.
В історичних джерелах і мапах кінця ХІХ-початку ХХ ст. річка Полохатинка вказується як притока Прирубищ (Пержанки). Зокрема, академік Павло Тутковський вказує, що річка починається в урочищі Козачева у передгір'ї Словечансько-Овруцького кряжу серед розсипів овруцьких пісковиків, а нижче її гирла річка Прирубища вступає до заболоченої низовини. У XX cт. русла цих річок були трансформовані системою меліоративних каналів.

## Опис
Довжина річки 10,3 км, найкоротша відстань між витоком і гирлом — 7,86  км, коефіцієнт звивистості річки — 1,28 .

## Розташування
Бере початок в урочищі Дубрівка у листяному лісі. Тече переважно заболоченою місциною через Нову Рудню та Переброди і між селами Усове та Миролюбів впадає у річку Лубенець, праву притоку Пержанки.